# Pupeční žmolek

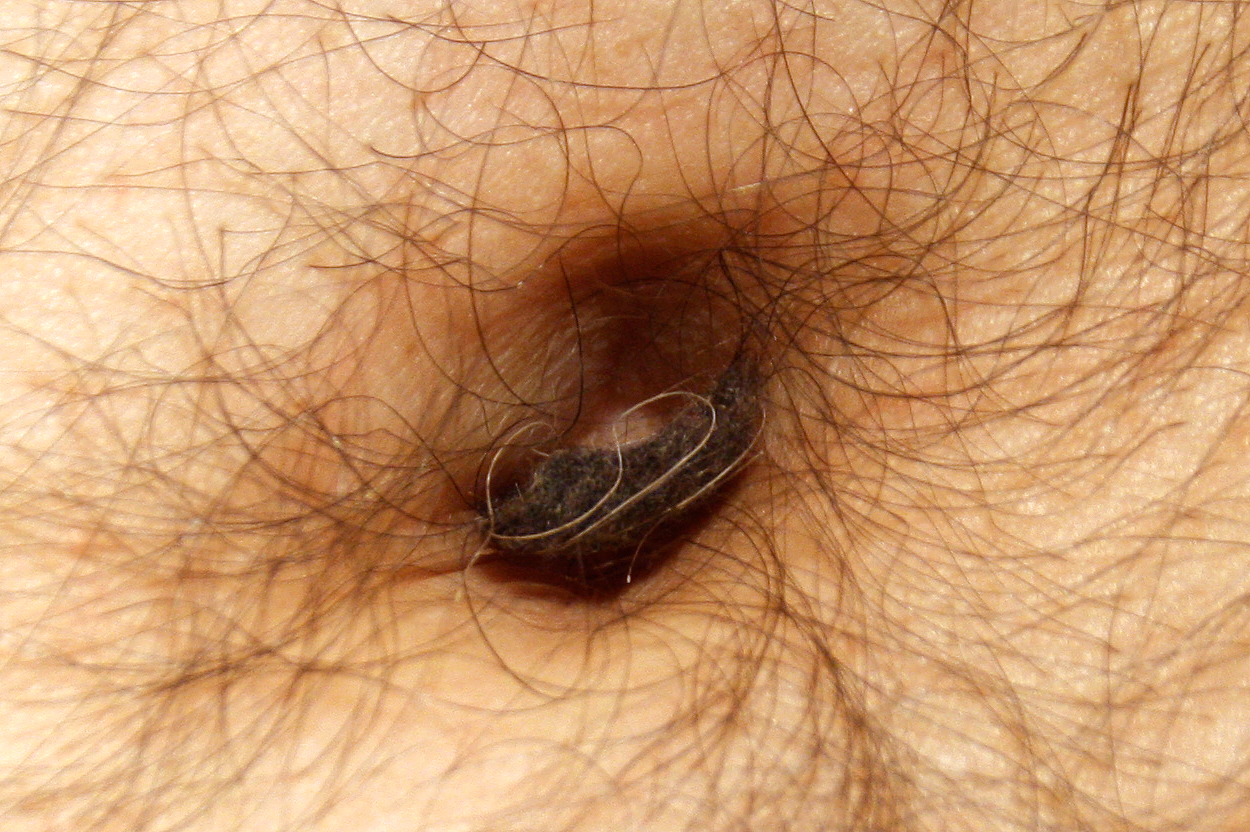
Pupeční žmolek

Pupeční žmolek je kulička tvořená nahromaděnými textilními vlákny v lidském pupíku.

## Výzkum
V roce 2001 provedl Dr. Karl Kruszelnicki z University of Sydney v Austrálii průzkum, aby zjistil, proč se žmolek v pupíku tvoří. Došel k závěru, že se jedná většinou o zbloudilá vlákna z oblečení, smíchaná s některými odumřelými kožními buňkami a tělesným ochlupením. Žmolky tak pocházejí z oděvů, kdy se jejich vlákna pohybují a uvolňují třením o chloupky kolem pupíkového otvoru. Dr. Kruszelnicki byl oceněn Ig Nobelovou cenou za interdisciplinární výzkum v roce 2002.  Ig Nobelova cena se uděluje za „úspěchy, které nelze nebo by se neměly opakovat“. Rakouský vědec Georg Steinhauser také provedl výzkum žmolků.

## Frekvence
Ženy se proto setkávají s nižším množstvím žmolků kvůli obecně jemnějším a kratším chloupkům na těle. S nejvíce žmolky se tak potýkají především starší muži, jelikož jejich chlupy jsou hustší a početnější.

## Vzhled
Žmolek má nejčastěji podobu měkkého chuchvalce modrošedé barvy, jedná se však pravděpodobně o průměr všech nošených barev oblečení. Barevnost žmolků tedy zabírá velký rozsah barevného spektra. Žmolky jsou zcela neškodné a není třeba je likvidovat.